# وولا
شهر وولا در استان آتیک در کشور یونان واقع شده است که دارای جمعیت ۳۱٬۰۰۵  نفر می‌باشد.